# Bantul

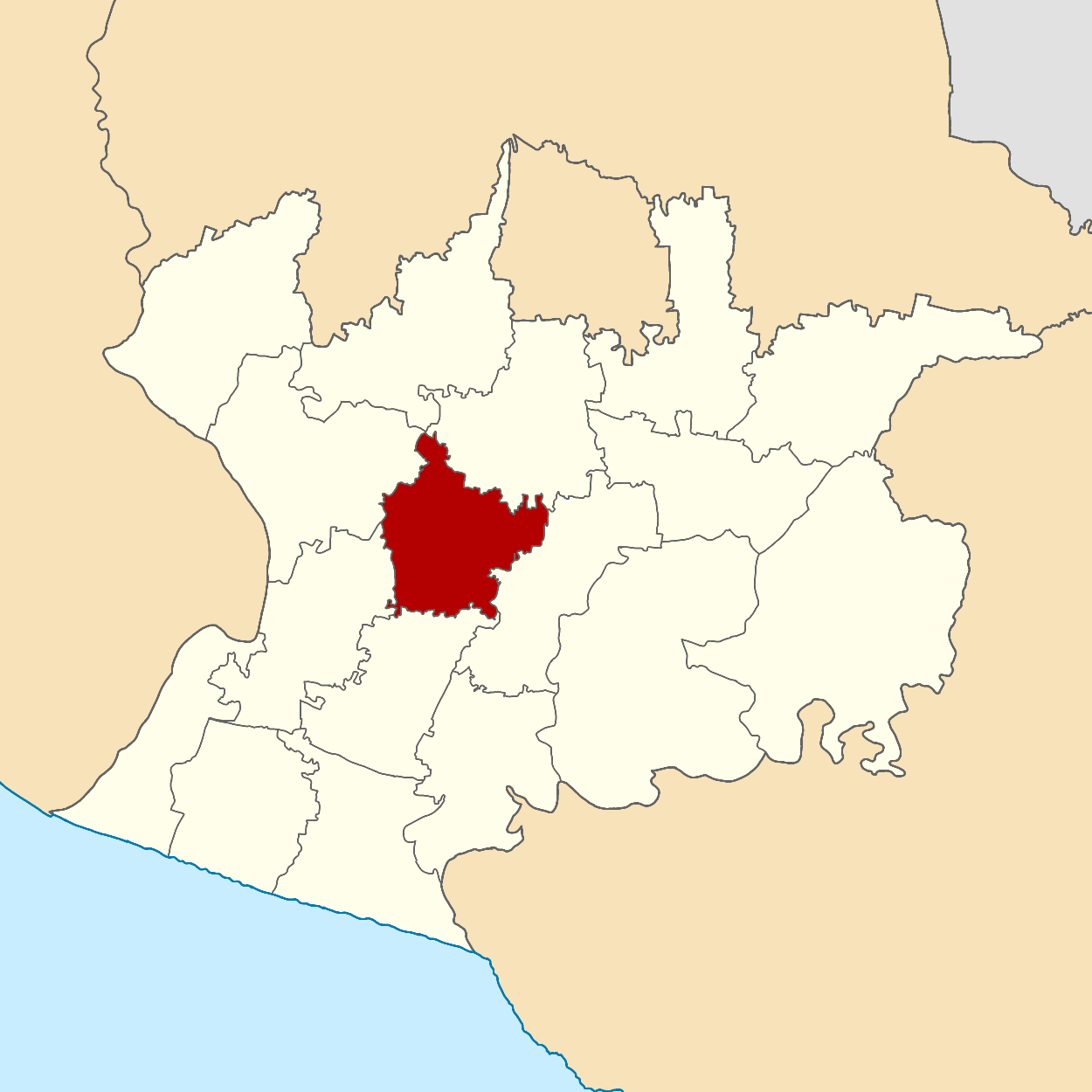
Localização do distrito de Bantul na região especial de Joguejacarta

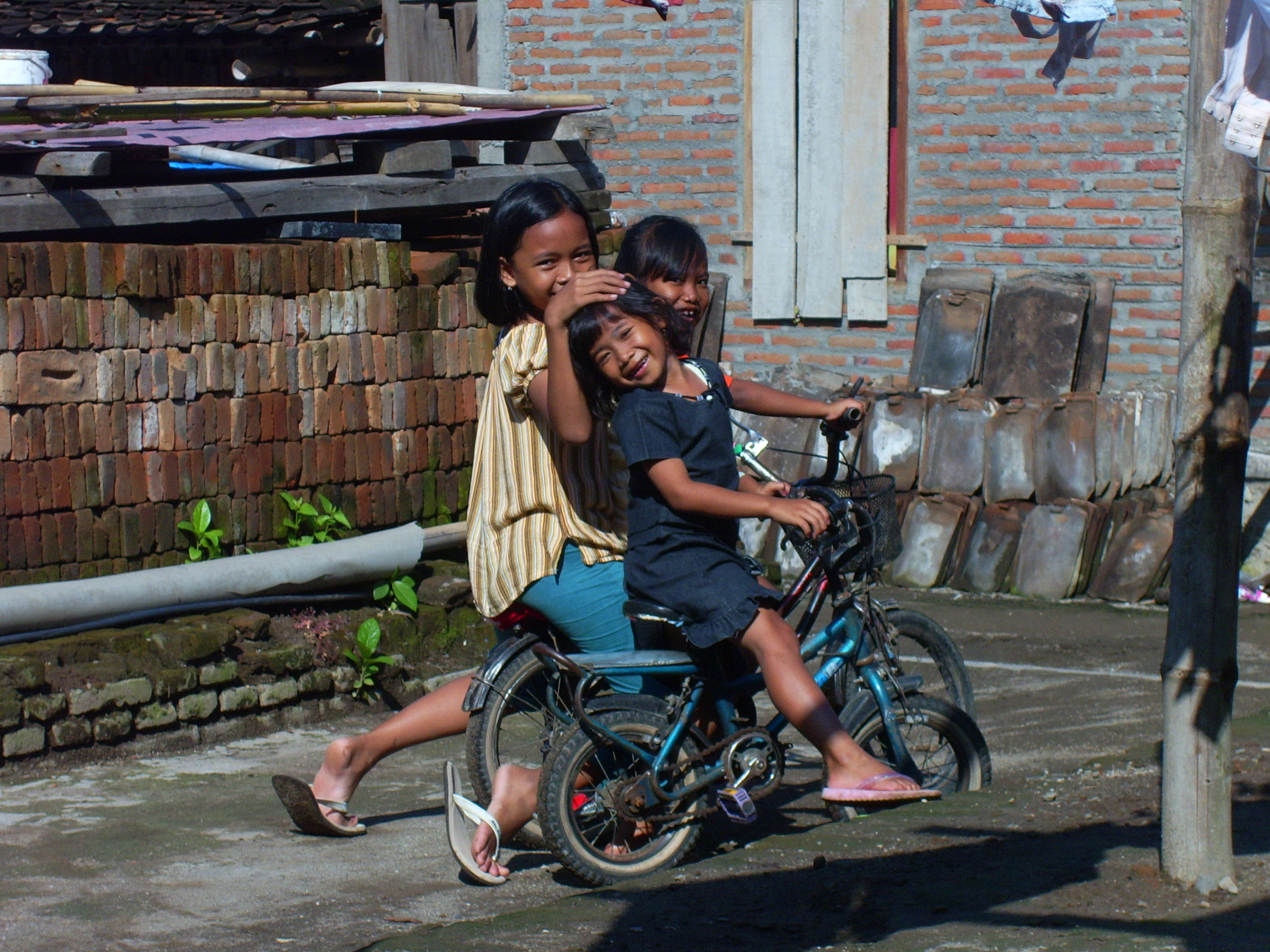
Três meninas em Bantul

Bantul é uma cidade e distrito da regência homónima, da região especial de Joguejacarta, Java, Indonésia.